# Nazionale maschile di beach soccer delle Isole Salomone
La nazionale di beach soccer delle Isole Salomone rappresenta le Isole Salomone nelle competizioni internazionali di beach soccer.